# 奥近習六人衆
奥近習六人衆（おくきんじゅうろくにんしゅう）は、甲斐の戦国大名・武田信玄の側近中の側近であり、将来の幹部候補となるべき人材として活動した6人の武将のこと。
信玄期に著名な部将6名を記す。
- 土屋昌次
- 三枝守友
- 曽根昌世
- 武藤喜兵衛（真田昌幸）
- 甘利左衛門尉（甘利昌忠）
- 長坂源五郎

この他、百足衆等の側近集団もあり、山県昌景や春日虎綱（高坂昌信）のように経験を積んだ後重臣となったものも多い。

## 各々の詳細
- 土屋はその後竜朱印状奏者となり、武田家の軍政の中枢に位置するようになるが、長篠の戦いで討死した。弟の昌恒が跡を継いだ。
- 三枝は山県昌景の娘婿となり、主要な合戦に参加し武功を挙げるが、長篠の戦いで鳶ノ巣砦が陥落した際討死した。子孫は徳川幕府で大名・大身旗本となった。
- 曽根は駿河興国寺城主となるが、早期から徳川家康に通じていたとされる。嫡男の曽根周防守は義信事件に連座し切腹している。武田家滅亡後、天正壬午の乱において武田旧臣を取り纏め家康の甲斐平定に尽力したが、後に家康に追放される。会津にて蒲生氏郷に仕え、会津若松城築城に携わる。
- 武藤は真田幸隆の三男・昌幸のこと。兄の真田信綱・昌輝が存命中は、信玄の口利きで武藤家を継いで喜兵衛と称した。長篠の戦いで二人の兄が共に戦死した為、真田姓に復帰して家を継ぐ。武田滅亡後は真田家存続に奔走し、豊臣秀吉から「表裏比興の者」と評せられた。
- 甘利は上野箕輪城攻略後箕輪城代となり上野方面の責任者となるが、落馬により死亡した。
- 長坂はその後「五郎左衛門尉」を名乗り天正年間に父・釣閑斎の官途名「筑後守」を名乗り奏者となっている（服部治則「武田勝頼家臣官途名、受領名について」より）。義信事件後の武田諸将から信玄宛の起請文「下之郷起請文」中に長坂源五郎の署名があることから、義信事件に連座し処刑されたのは「長坂清四郎勝繁」とする説がある（甲斐国志）。